# Siétamo
Siétamo (em aragonês: Sietemo) é um município da Espanha, na província de Huesca, comunidade autónoma de Aragão. Tem 48,3 km² de área e em 2021 tinha 710 habitantes (densidade: 14,7 hab./km²). Pertence à comarca de Hoya de Huesca, e limita com os municípios de Alcalá del Obispo, Loporzano, Ibieca e Angüés.